# Gerónimo Heredia
Gerónimo Heredia Velázquez (ur. 9 lutego 2005 w Villa María) – argentyński piłkarz występujący na pozycji defensywnego pomocnika, od 2024 roku zawodnik Belgrano.